# Hoplophorella multirugosa
Hoplophorella multirugosa är en kvalsterart som först beskrevs av Sandór Mahunka 1978.  Hoplophorella multirugosa ingår i släktet Hoplophorella och familjen Phthiracaridae. Inga underarter finns listade i Catalogue of Life.